# Teatro della Pergola

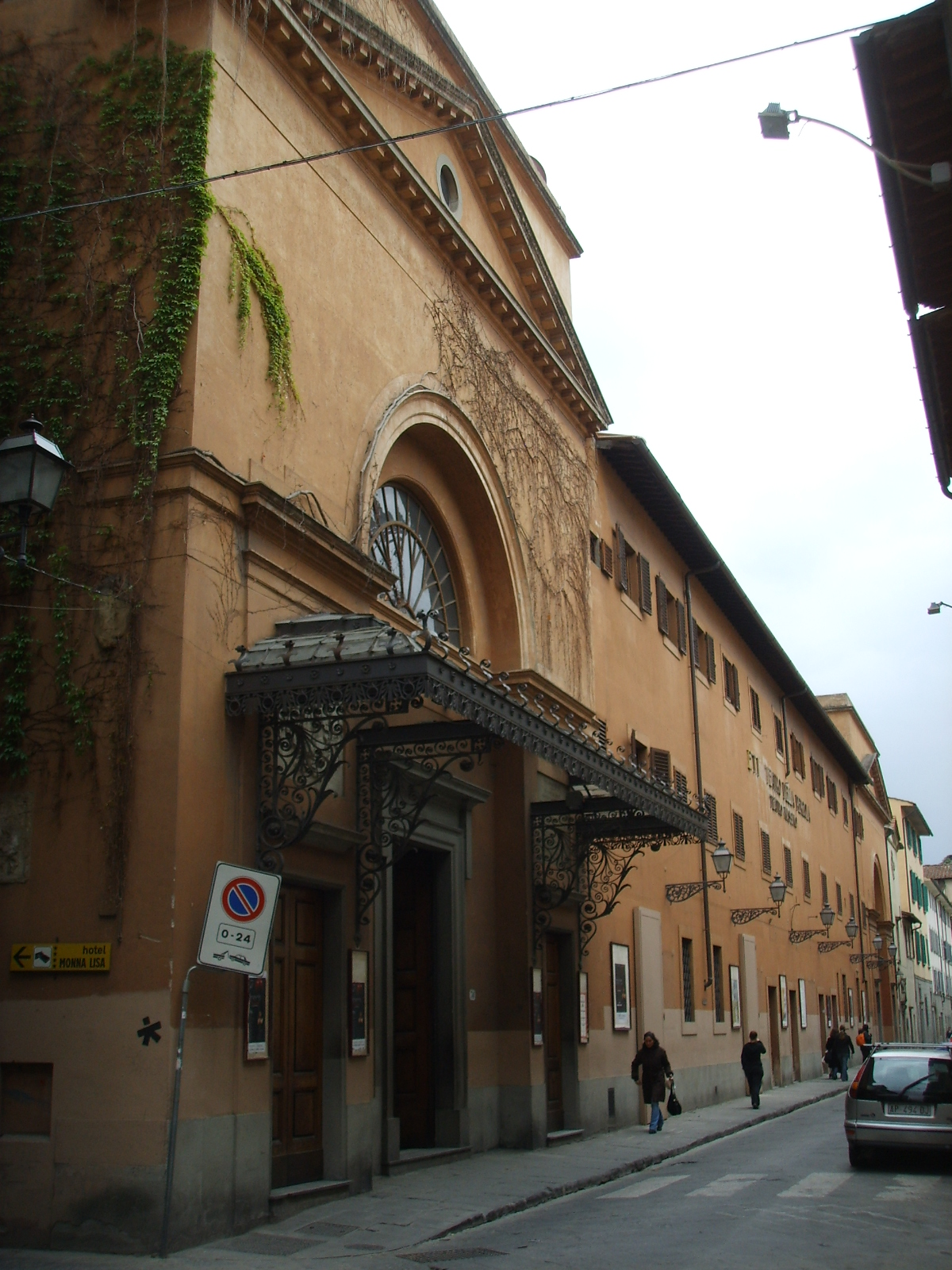
Teatro della Pergola (Fassade)

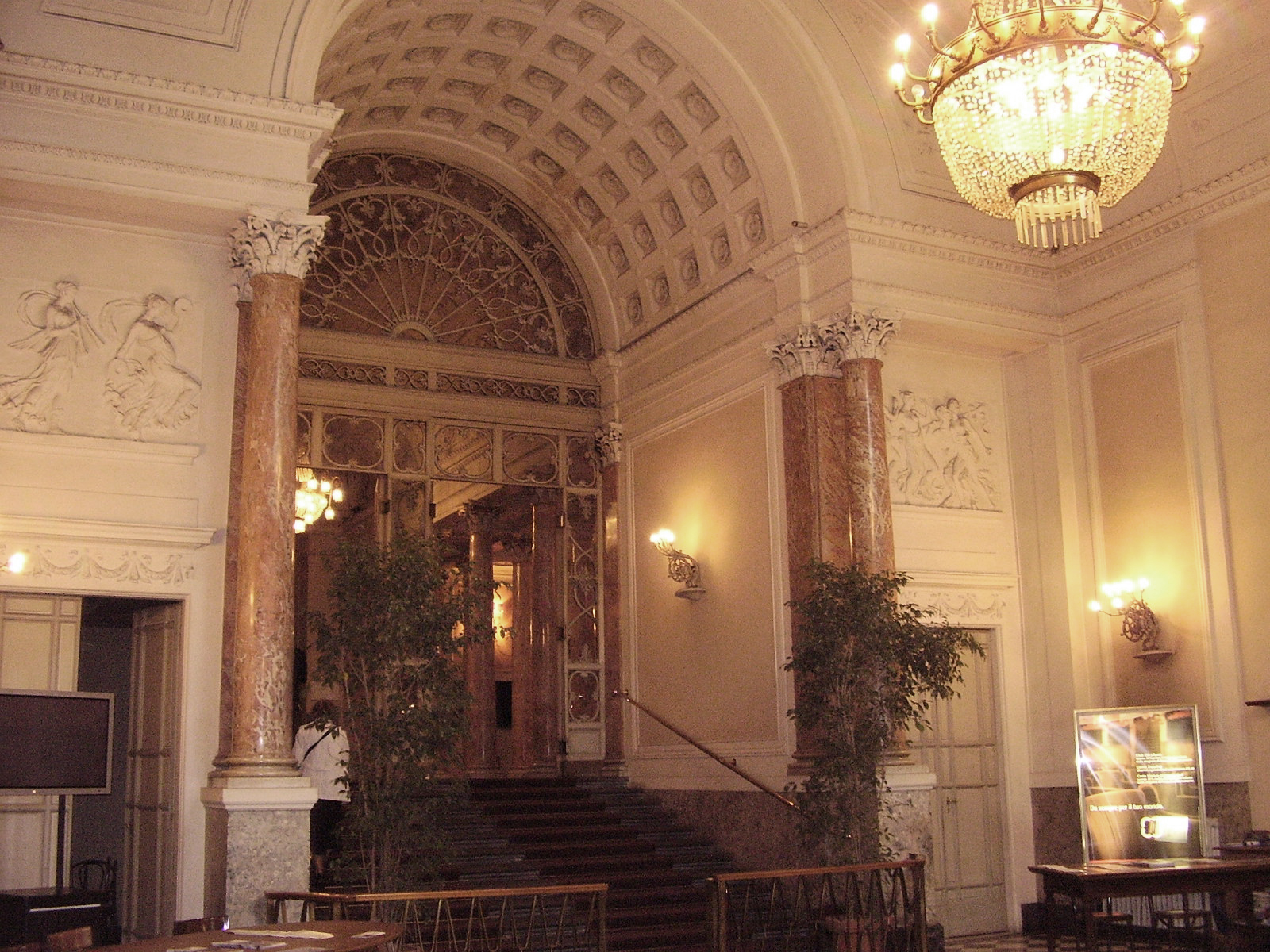
Foyer des Teatro della Pergola

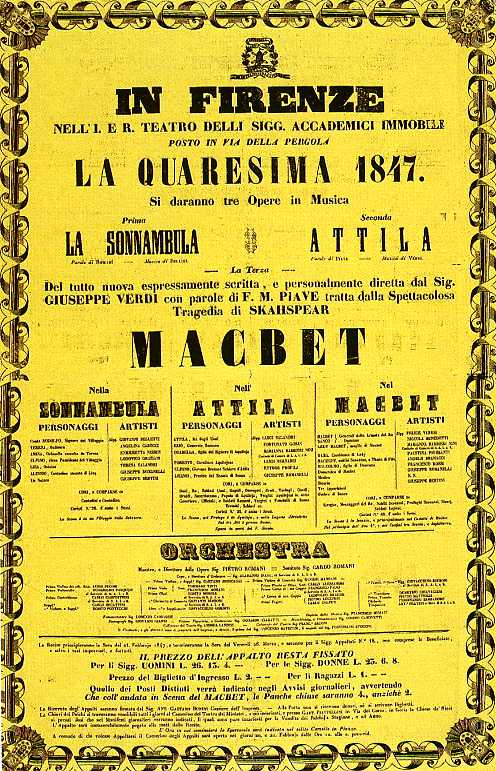
Theaterzettel der Uraufführung des Macbeth von Verdi, 1847

Das Teatro della Pergola in der Via della Pergola im Zentrum von Florenz ist (als Institution) eines der ältesten Opernhäuser Italiens.
Der erste Bau wurde 1656 vom Architekten Ferdinando Tacca als Holzbau errichtet und während des Karnevals 1657 mit der opera buffa Il podestà di Colognole von Giovanni Andrea Moniglia eröffnet. Es war das erste Logentheater Italiens in Hufeisenform mit drei säulengetragenen Rängen und einer darüber liegenden Galerie. Der Saal fasst um die 1000 Plätze. Um 1750 wurde der Bau mit steinernen Mauern versehen und im 19. Jahrhundert durch eine Kassenhalle mit Granitsäulen im neoklassischen Stil modernisiert. Der Fußboden des Zuschauerraums kann bis auf Bühnenniveau angehoben werden, um das Theater in einen durchgehenden Ballsaal zu verwandeln. 1925 wurde das Theater zum nationalen Baudenkmal erklärt.
Zunächst lediglich als Hoftheater genutzt, wurde es nach 1718 auch für öffentliche Veranstaltungen geöffnet. Unter anderem wurden um 1800 auch die Opern Mozarts hier erstmals in Italien gespielt, Donizettis Parisina und Rosmonda d’Inghilterra, Verdis Macbeth (erste Fassung 1847), Mascagnis I Rantzau sowie Luigi Dallapiccolas Volo di notte wurden hier uraufgeführt.
Ein ehemaliger Ballsaal, der Saloncino, fasst ca. 324 Plätze und wird heute als Konzertsaal genutzt. Im Keller befindet sich ein kleines Museum zur Geschichte des Hauses.

## Kuriosität
1834 installierte Antonio Meucci in dem Theater eines der ersten Telefone der Technikgeschichte, um zwischen den unterschiedlichen Stockwerken des Hauses zu kommunizieren. Das Gerät existiert noch heute.